# Чейгин, Пётр Николаевич
Пётр Никола́евич Че́йгин (род. 12 сентября 1948, Ломоносов, Ленинградская область) — русский поэт. Лауреат Премии Андрея Белого (2024).

## Биография
Пётр Чейгин родился 12 сентября 1948 года в Ломоносове. Был крещён. До шести лет воспитывался у бабушки в деревне Сойкино Ленинградской области.
С шестилетнего возраста жил и учился в Ленинграде (ныне то Санкт-Петербурге). В 1966 году окончил среднюю школу. Одну неделю служил в Советской армии, откуда после двухмесячного госпитального обследования был комиссован.
В 1968 году работал испытателем во Всесоюзном научно-исследовательском институте электромеханики (ВНИИЭМ) и одну неделю электриком в Русском музее. В 1969—1970 годах был рабочим в книжном магазине «Букинист», в 1970—1974 годах — рабочим Литературно-мемориального музея Ф. М. Достоевского.
В 1962—1964 годах пробовал писать прозу, с 1964 года пишет стихи. Первая публикация Чейгина состоялась в самиздате в 1974 году в антологии «Живое зеркало» (Ленинград). Первая официальная публикация в СССР — по-видимому, в сборнике «Круг» (Ленинград, 1985).
О Петре Чейгине писали Константин Кузьминский, Виктор Кривулин, Юрий Новиков, Виктор Топоров, Ольга Седакова, Владимир Алейников, Юлия Валиева, Юрий Казарин, Пётр Казарновский.

### Семья
- Отец — Николай Тимофеевич Чейгин (1912—1974), металлист. Происходил из крестьян деревни Горлово Петербургской губернии[2].
- Мать — Мария Осиповна Чейгина (1914—1987), крестьянка той же деревни, что и муж[2].

## Награды и премии
- Международная отметина имени отца русского футуризма Давида Бурлюка[4]
- Поэтическая премия «Русского Гулливера» (2014)[5]

## Книги
- Чейгин Пётр. Пернатый снег / Предисловие Ольги Седаковой; Рисунки Герты Неменовой[K 1]. — М.: Новое литературное обозрение, 2007. — 136 с.
- Чейгин Пётр. Зона жизни: Стихотворения. — СПб.: Виктор Немтинов, 2007. — 64 с.
- Чейгин Пётр. Третья книга / Предисл. Владимира Алейникова; илл. Герты Неменовой. — СПб.: Виктор Немтинов, 2012. — 96 с. — 200 экз.
- Чейгин Пётр. И по сей день. — СПб.: Виктор Немтинов, 2013. — 304 с. — 300 экз.
- Чейгин Пётр. То ты еси. / Послесловие Виктора Топорова — СПб.: Юолукка, 2014. — 61 с.
- Чейгин Пётр. Ижорская тетрадь — СПб.: Юолукка, 2017. — 70 с.
- Чейгин Пётр. Предисловие к слову. — М.: НЛО, 2021. — 272 с. — (Новая поэзия) — ISBN 978-5-4448-1540-3
- Зона жизни. — М. ; СПб.: Т8 Издательские Технологии / Пальмира, 2024.

## Комментарии
1. ↑  Три портрета, один повторён дважды.